# Gunnar Nycander
Erik Gunnar Nycander, född 27 juli 1900 i Adolf Fredriks församling, Stockholms stad, död 1 december 1964 i Sigtuna församling, Stockholms län, var en svensk läkare.

## Biografi
Gunnar Nycander var son till direktören Oscar Nycander och Elin Augusta Christina Mellgren och växte upp i Stockholm. Han studerade medicin vid Uppsala universitet, Lunds universitet och Karolinska institutet  och arbetade som marinläkare och som psykiater. År 1934 deltog han i grundandet av Ericastiftelsen i Stockholm tillsammans med Hanna Bratt (1874–1959), och där var han verksam från starten. Efter Hanna Bratts pensionering var han stiftelsens föreståndare 1941–1945. Han disputerade vid Karolinska institutet 1950 på en avhandling om barnpsykiatriska studier.
Han var förbundssekretrerare och ledamot i centralstyrelsen för Riksförbundet för sexuell upplysning 1940–1956  och ordförande i Svenska psykoanalytiska föreningen 1947–1953.
Gunnar Nycander gifte sig 1928 med psykoterapeuten Aina Bratt. De är begravda på Norra begravningsplatsen utanför Stockholm. Ett av deras barn är Svante Nycander.